# Scud
Pour le réalisateur hongkongais, voir Scud (réalisateur).
Le terme Scud désigne une famille de missiles balistiques à courte portée développée à compter des années 1950 par l'Union soviétique. Le terme provient de la désignation OTAN (SS-1b Scud-A) du missile soviétique R-11 et de ses déclinaisons postérieures les missiles R-17 et R-300 Elbrus, respectivement désignés à l'Ouest comme SS-1c Scud-B et SS-1d Scud-C. La première version du R-11 fut déployée en 1957 par l'Union soviétique.

## Développement

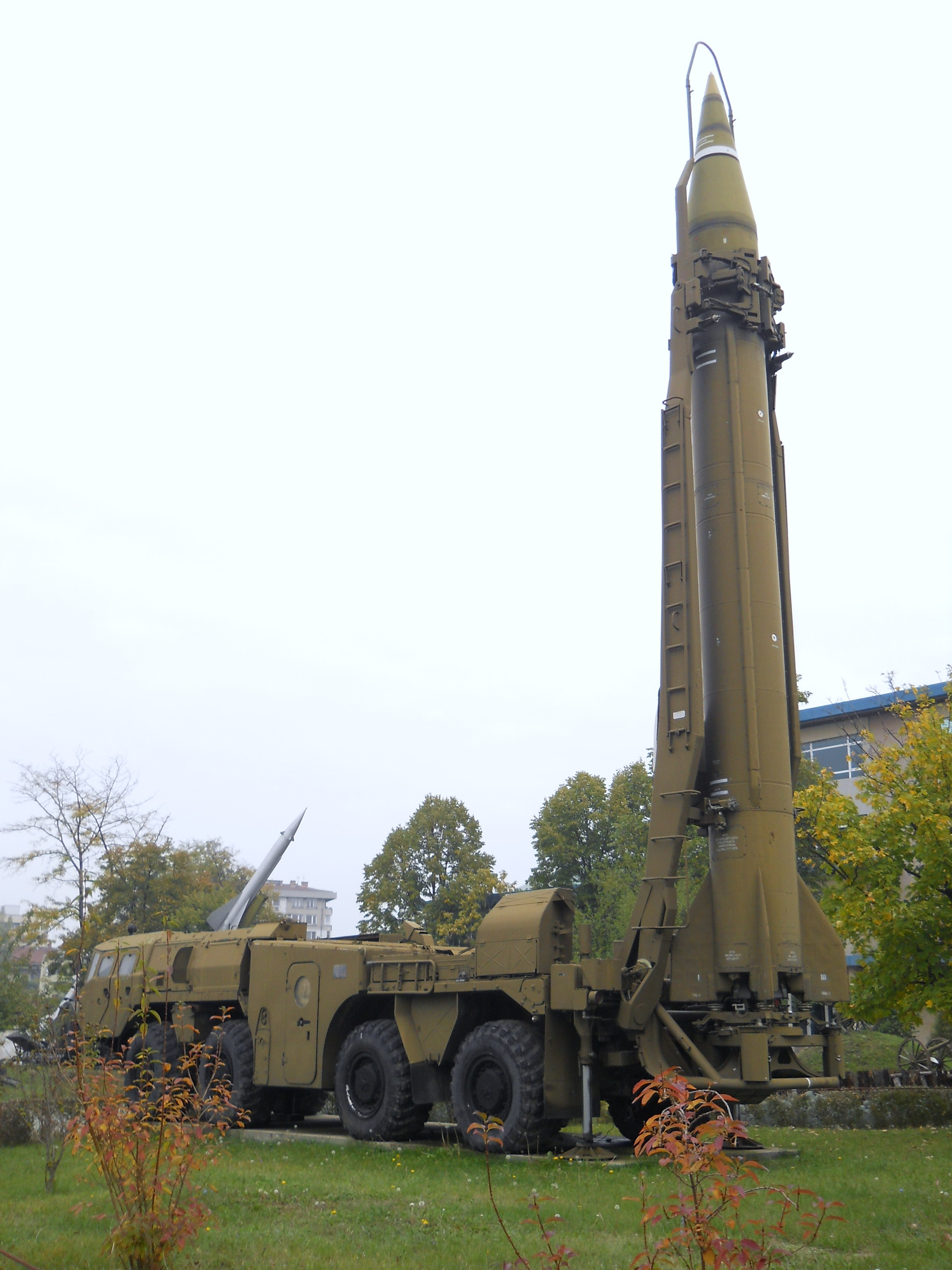
Un tracteur-érecteur-lanceur et un missile exposé dans un musée en Bulgarie.

Le missile soviétique R-11 est un descendant des travaux menés autour du missile balistique soviétique R-3, ce dernier dérivant de travaux menés à partir du V2 allemand de la Seconde Guerre mondiale. Il est développé par le bureau d'études Makeïev. La propulsion s'inspire du missile allemand anti-aérien Wasserfall. Comme carburant, l'éthanol est remplacé par du kérosène. Plus important, l'oxygène liquide cède la place à l'acide nitrique comme oxydant. Si ce mélange est moins performant dans l'absolu (l'oxygène pur étant le meilleur oxydant possible), l'avantage d'utiliser des produits à l'état liquide en conditions ambiantes est une compensation appréciable : contrairement au V2, le Scud n'a pas besoin de techniques de cryogénie, ce qui facilite grandement son utilisation.
Des sous-marins de la marine soviétique furent équipés à la fin des années 1950 de Scud. Le 16 septembre 1955, le R-11FM devient le premier missile balistique au monde lancé par un sous-marin. Le tir étant effectué par un bateau modifié de la classe Zoulou en surface,.
Le missile R-17 fut quant à lui déployé à partir de 1965 et était capable de lancer une charge utile (ogive explosive ou à fragmentation, mais aussi arme chimique ou nucléaire) d'une tonne à 300 km (contre 130 km pour le Scud A). Il s'agissait donc d'une arme tactique, destinée à frapper les troupes et infrastructures ennemies en arrière du front.
Le Scud-B fut exporté par l'URSS dans nombre de pays satellites. Les Soviétiques fabriquèrent des Scud-C, -D et -E beaucoup plus avancés mais ils ne furent déployés qu'en petit nombre et pas exportés (sauf le -C pour l'Afghanistan) ; le Scud-B reste de loin la version la plus connue.
L'industrie de l'armement soviétique en produit environ 5 000 exemplaires à raison de 300 unités par an dans les années 1980.
Plusieurs pays ayant reçu les Scud B les copièrent, les modifièrent et parfois les exportèrent à leur tour. L'Irak (minimum de 10 TEL et 840 Scud-1c reçus entre 1984 et 1988 développe le Al Hussein), l'Iran (Shahab-1 et Shahab-2), la Corée du Nord, l'Égypte, la Libye ou la Syrie ont tous développé des moyens de production de missiles Scud. Ainsi, l’Égypte, qui reçut des Scud en 1973, en livra en 1981 à la Corée du Nord qui, à partir de 1985, en livra à l'Iran et aida ce pays à en construire à son tour dans des usines, livrées également en kit à la Syrie en 1991.
Le coût des dernières versions du Scud et assimilés varie entre un et trois millions de dollars américains.
| Code OTAN              | Scud-A   | Scud-B     | Scud-C   | Scud-D   |
| ---------------------- | -------- | ---------- | -------- | -------- |
| Désignation DIA (USA)  | SS-1b    | SS-1c      | SS-1d    | SS-1e    |
| Appellation officielle | R-11     | R-17/R-300 |          |          |
| Date de déploiement    | 1957     | 1964       | 1965     | 1989     |
| Longueur               | 10,7 m   | 11,25 m    | 11,25 m  | 12,29 m  |
| Diamètre               | 0,88 m   | 0,88 m     | 0,88 m   | 0,88 m   |
| Masse au lancement     | 4 400 kg | 5 900 kg   | 6 400 kg | 6 500 kg |
| Portée                 | 180 km   | 300 km     | 600 km   | 700 km   |
| Charge utile           | 950 kg   | 985 kg     | 600 kg   | 985 kg   |
| Précision (ECP)        | 3000 m   | 450 m      | 700 m    | 50 m     |

## Utilisation

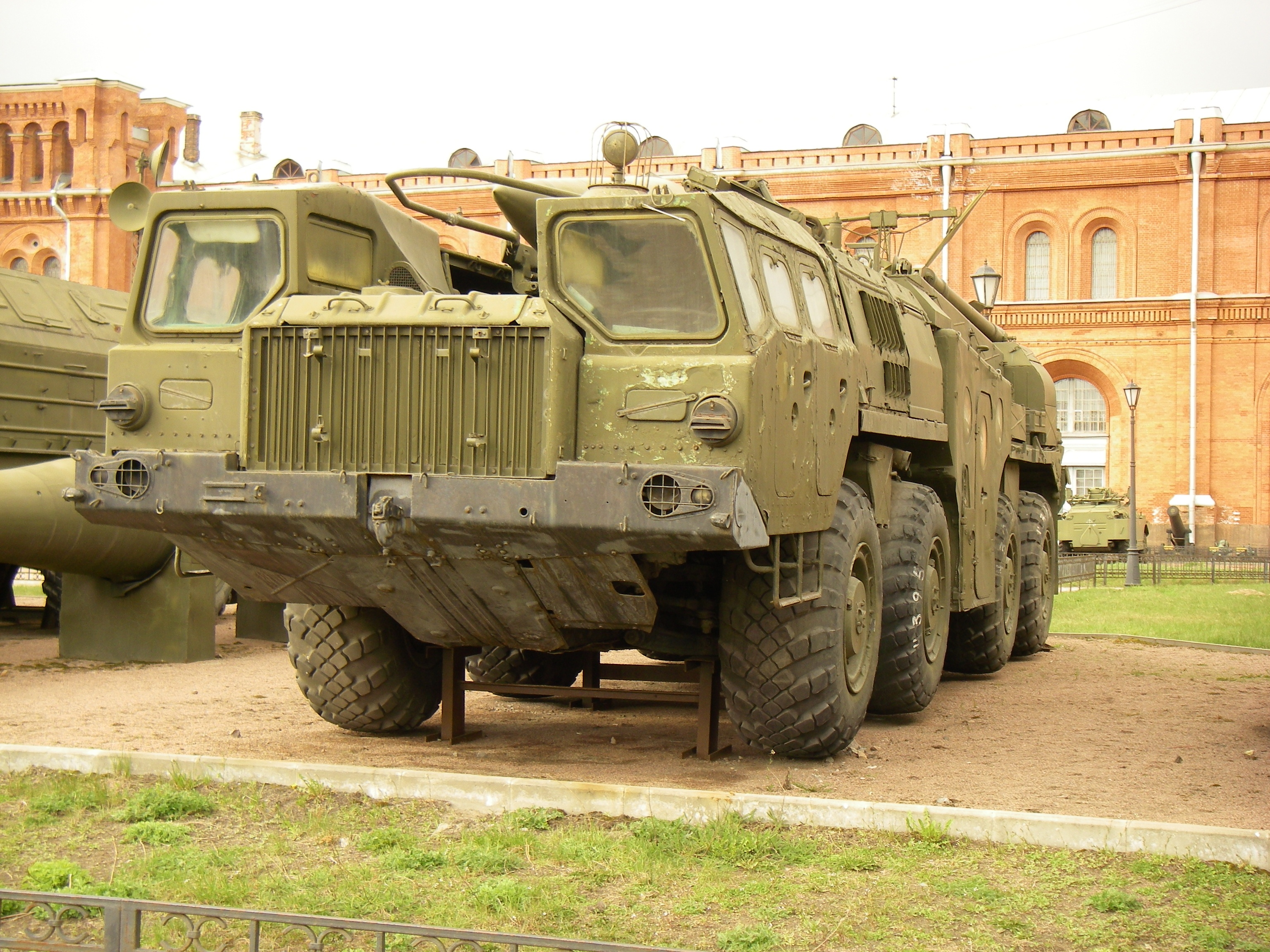
Tracteur-érecteur-lanceur MAZ-543 (9P117) de missiles Scud B.

Plus de 2 400 ont été tirés au combat, souvent avec d'autres types de missiles ou de roquettes comme les Frog-7.
La première utilisation a lieu lors de la guerre du Kippour lorsque les forces armées égyptiennes lancèrent trois Scud-B le 22 octobre 1973 en direction de ponts israéliens. Ils étaient les premiers missiles balistiques tirés en opérations depuis 1945.
Le nom du Scud reste associé aux deux guerres du Golfe. Son usage fut particulièrement terrifiant pendant la « guerre des villes » entre le 12 février 1984 et le 20 avril 1988, pendant laquelle l'Iran et l'Irak utilisèrent 900 missiles sol-sol contre les centres urbains, dont environ la moitié était des Scud dotés d'ogives « conventionnelles ».
Le premier Scud utilisé durant la guerre Iran-Irak fut tiré par l'armée irakienne le 27 octobre 1982 contre la ville de Dezfoul. En 1985, plus d'une centaine sont tirés par l'Irak. L'Iran ayant reçu des Scud de la Libye, les confia au Corps des Gardiens de la révolution islamique qui les utilisa à partir du 12 mars 1985. Le pays utilisera également des missiles provenant de Corée du Nord, puis des Hwasong-5, puis -6, produits par une usine construite avec son aide. Six cent trente deux missiles Scud et dérivés ont été tirés durant le conflit, dont 361 par les Irakiens et 271 par les Iraniens.

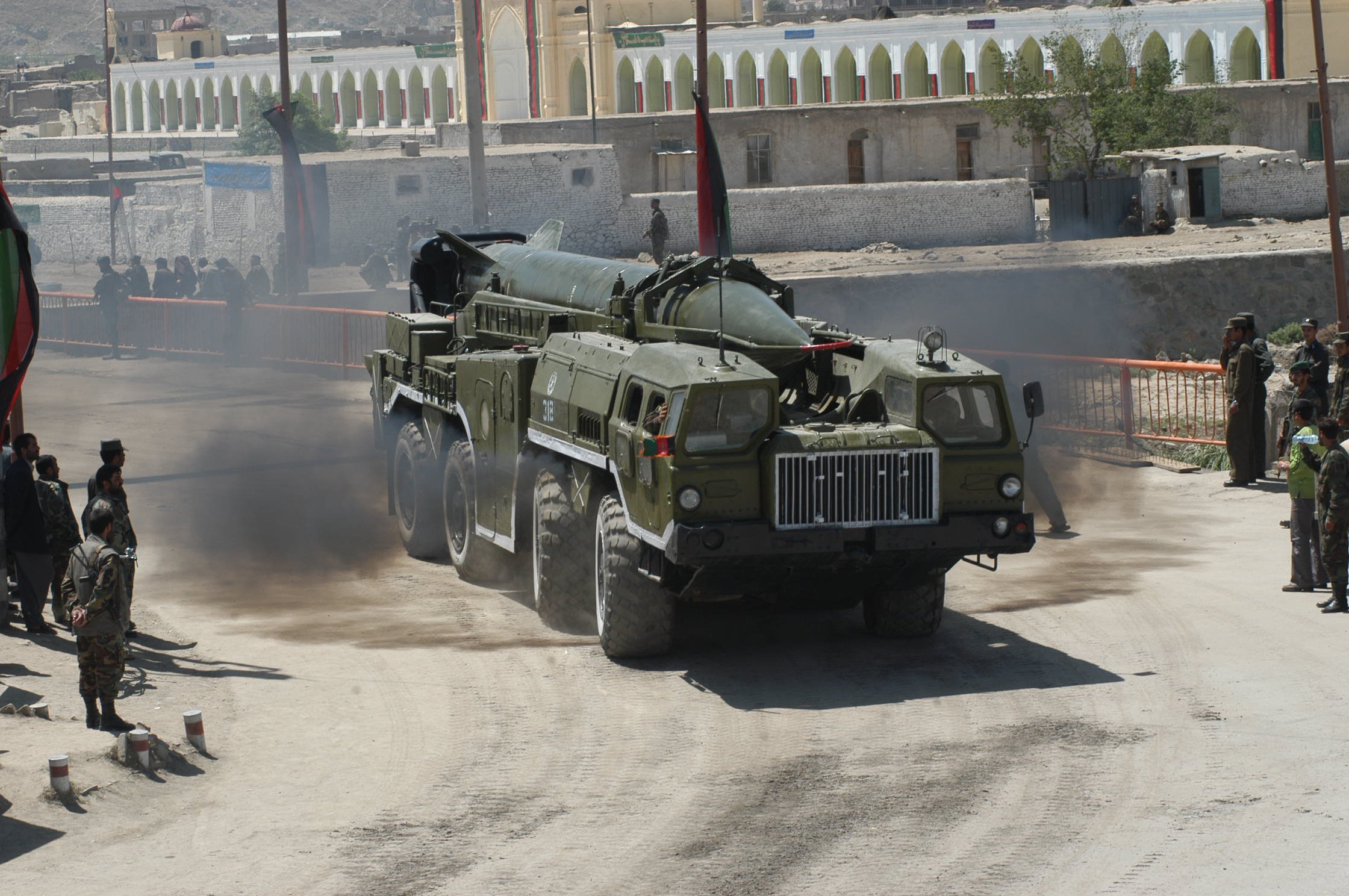
Tracteur-érecteur-lanceur de l'armée afghane en 2004.

À la même époque, les forces soviétiques utilisent des Scuds durant la guerre d'Afghanistan à partir de 1985. Puis la République démocratique d'Afghanistan utilise entre 1 700  et   2 000 missiles durant la guerre civile afghane entre 1989 et 1992, ce qui en fait le plus gros utilisateur de missiles balistiques de l’Histoire. L'armée gouvernementale afghane commence ses tirs le 1er novembre 1988 avec un pic de 11 lancements lors de la journée du 6 juillet 1989, ceux-ci durant jusqu’à fin 1991 et faisant plusieurs milliers de victimes.
Deux ou trois Scuds furent tirés par la Libye en direction de l'île italienne de Lampedusa le 15 avril 1986 en représailles à l'opération El Dorado Canyon. Ce premier tir de missiles balistiques contre l'Europe depuis 1945 ne fit pas de dégâts.

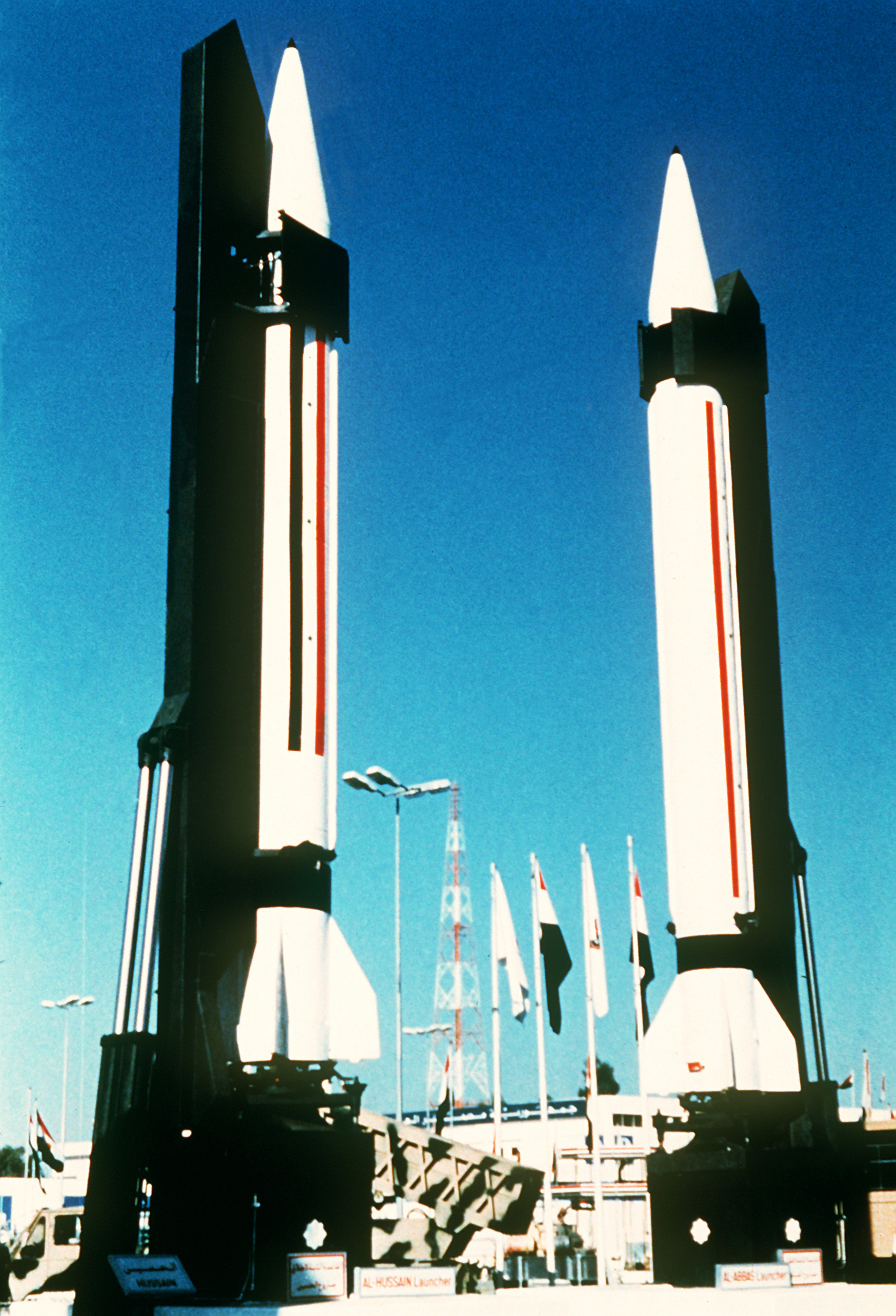
Missiles Al-Hussein irakiens en 1989.

Les Scuds furent utilisés par l'Irak contre l'Arabie Saoudite et Israël pendant la guerre du Golfe, certaines sources[Lesquelles ?] indiquant de 81 (sans compter les longs feux) à 93 tirs (comprenant les longs feux), d'autres[Lesquelles ?], jusqu’à 120 tirs. Leur imprécision évita des dégâts majeurs. L'incident le plus dramatique pour la Coalition durant ce conflit a lieu le 25 février 1991, lorsqu'un Al-Hussein tombe sur un cantonnement près de l’aéroport de Dhahran, tuant 28 militaires américains et en blessant une centaine d'autres. Deux F-15 stationnés sur l'aéroport sont endommagés au terme d'un autre tir.
Plus de 40 ogives sont tirées par l'Irak sur des zones urbaines d'Israël, qui n'entraînèrent qu'une perte humaine indirecte, celle d'un enfant arabe israélien asphyxié du fait de son masque à gaz. Pour des raisons stratégiques et diplomatiques, Israël n'a pas répondu aux attaques.
L'Iran utilisa de nouveau ses missiles en visant des sites de l'organisation des moudjahiddines du peuple iranien basés en Irak. Quatre missiles en 1994, trois en 1999 et une vague de 66 missiles sont tirés à partir de 17 véhicules de transport et de lancement entre 4 h 15 et 7 h 30 le 18 avril 2001, causant des dégâts considérables aux localités de Jalula, Al Mansuriyah, Al Khalis, Bagdad, Kut, Amara et Bassora, entraînant la mort de nombreux civils.
Ils furent également utilisés en nombre durant la guerre civile au Yémen de 1994 par les deux parties.
Les forces armées de la fédération de Russie l'emploient durant les deux guerres en Tchétchénie en 1994 et 1999, ainsi que son successeur, le SS-21 Scarab, ce dernier durant la seconde guerre en 1999. On estime à plus de 100 le nombre de missiles tirés durant ces conflits.
Durant la guerre civile libyenne de 2011, le régime de Kadhafi lança quatre missiles Scud contre les rebelles libyens. Le premier missile a atterri à 5 km de Brega, sans faire de victime. Les trois autres ont été tirés depuis Syrte, ville natale de l'ancien guide libyen, en direction de Misrata, tenue par les forces rebelles, a priori sans faire de dégâts ou victimes.
Le président syrien Bachar El-Assad en a utilisé pour détruire des positions rebelles près de la frontière turque durant la guerre civile qui a lieu depuis 2011 et qui faisait suite à une contestation sociale. Les tirs de Scud ont été détectés par les satellites américains d’observation et ont entraîné le déploiement de missiles Patriot à la frontière turque.

## Mise en œuvre
Tous les Scud dérivent du V2 allemand, comme la plupart des missiles et des fusées de l'époque. En raison de leur construction, ils sont très peu précis. À cet égard, les Scud peuvent être considérés comme des armes à large zone d'impact. Les modifications irakiennes apportées au missile augmentent la portée de ce dernier au détriment de sa précision, ce missile fut dénommé Al Hussein.
À l'instar de quelques autres missiles, l'avantage militaire des Scud consiste dans leur facilité de transport, sur des véhicules équipés de rampe lance-missile, des tracteurs-érecteurs-lanceurs. Cette mobilité autorise un grand choix de positions de tir et augmente la capacité de survie d'un tel système d'armes.

## Langage courant
En France, depuis la première guerre du Golfe en 1991[réf. nécessaire], le terme scud désigne également en argot une pique verbale, un courrier ou un courriel particulièrement cinglant ("se prendre un scud"). Le terme figure d'ailleurs dans le Petit Larousse à compter de l'édition de 2015.

### Sources et bibliographie
- Paul Merlon et Charles Maisonneuve, La menace des missiles balistiques, TTU Europe, 2002, 24 p. (lire en ligne)